# فيكسن
فيكسن (بالإنجليزية: Vixen)‏ هي شركة تقوم يإنتاج محتوى للكبار تأسست في يوليو 2016.